# شورک (بابلسر)
شورک، روستایی است توریستی و زیبا که در حوزه شهری شهرستان بابلسر و از توابع بخش مرکزی شهرستان بابلسر در استان مازندران ایران. در این روستا در گذشته کشت پنبه انجام می شده امروزه بیشتر کشت برنج در این روستا انجام می شود.

## دلیل نام گذاری و سرگذشت این روستا
شورک در آغاز یک منطقه مسکونی نبوده. در نزدیکی شورک منطقه ای به نام کَفشگَر کِلا بوده که به گفته مردمان روستا بیماری ای همانند طاعون در آنجا همه گیر می شود و گروهی از مردم از آن منطقه مهاجرت می کنند و در منطقه ی شورک ساکن می شوند. از آنجا که آب این منطقه نسبت به دیگر محلات شور تر بوده، نام این مکان را شورَک (محلی: شورِک) گذاشتند.
منطقه شورک جنگل های بسیار داشته و مردم برای آن که بتوانند در این روستا خانه بسازند درخت ها را آتش زدند و ریشه ها و بازمانده این درخت ها را با دست کندند و خانه های خود را آنجا ساختند.
این منطقه شاهد حضور روس ها نیز بوده و سربازان روس در این منطقه سنگر داشتند. به گفته مردم روستا، روس ها آزاری به آنان نمی رساندند و با هیچ کس کاری نداشتند.
در منطقه شورک آب بسیار بوده که به گفته مردم روستا این مکان بسیار آب بند داشته که این آب بند ها تکه تکه به دریا راه داشتند. همچنین این آب بند ها ماهی داشتند و مردم از این ماهی ها بهره می بردند.
تا سال های دراز این منطقه پنبه زار بود اما پس از انقلاب سفید و بروزرسانی سیستم آبیاری، کشت برنج در این منطقه رایج شد.

## جمعیت
این روستا در دهستان بابلرود قرار داشته و براساس آخرین سرشماری مرکز آمار ایران که در سال ۱۳۸۵ صورت گرفته، جمعیت آن ۷۱۱نفر (۱۸۸خانوار) بوده‌است.